# خطاب تشاوتشيسكو في 21 أغسطس 1968

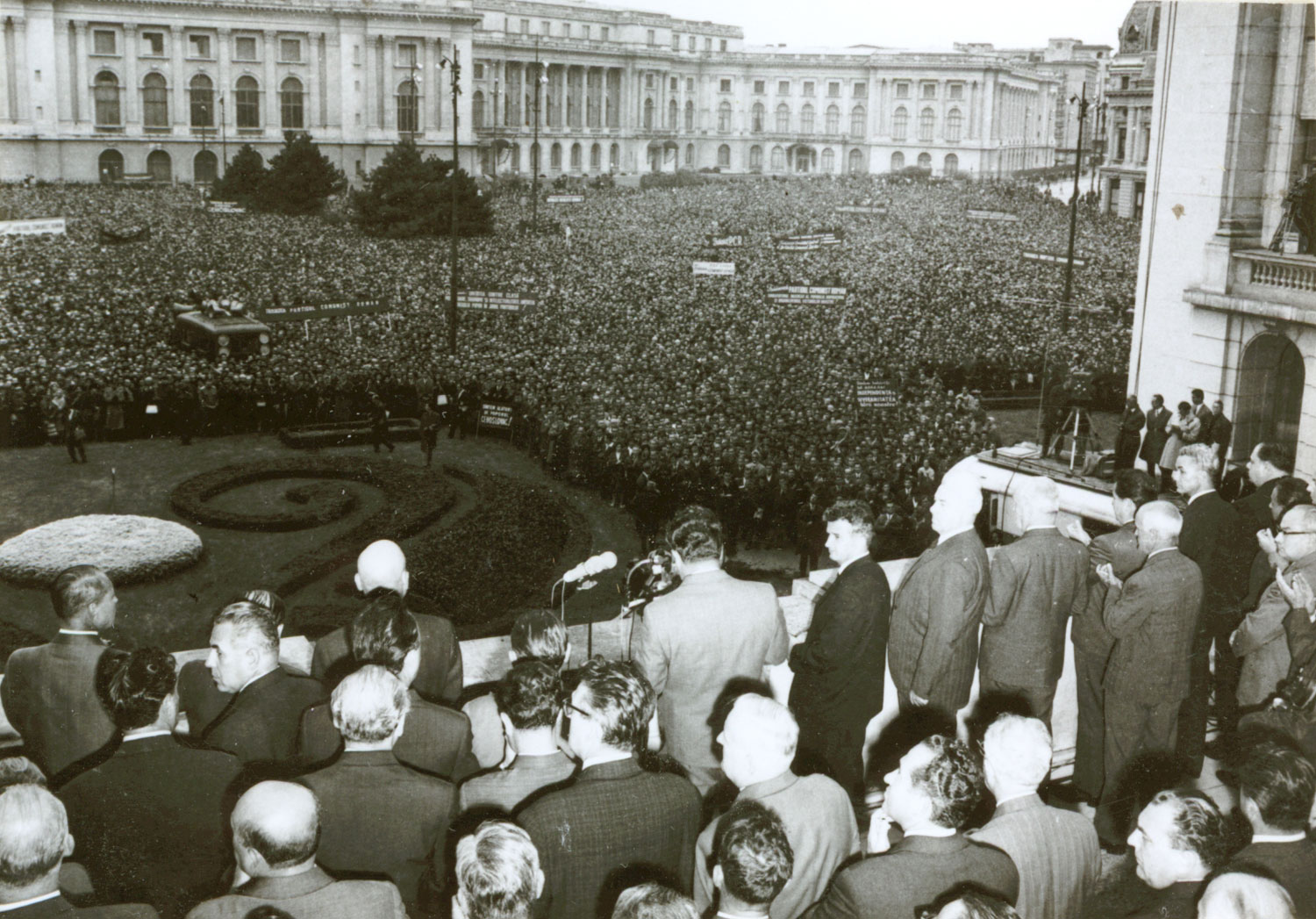
ساحة القصر في بوخارست في 21 أغسطس 1968

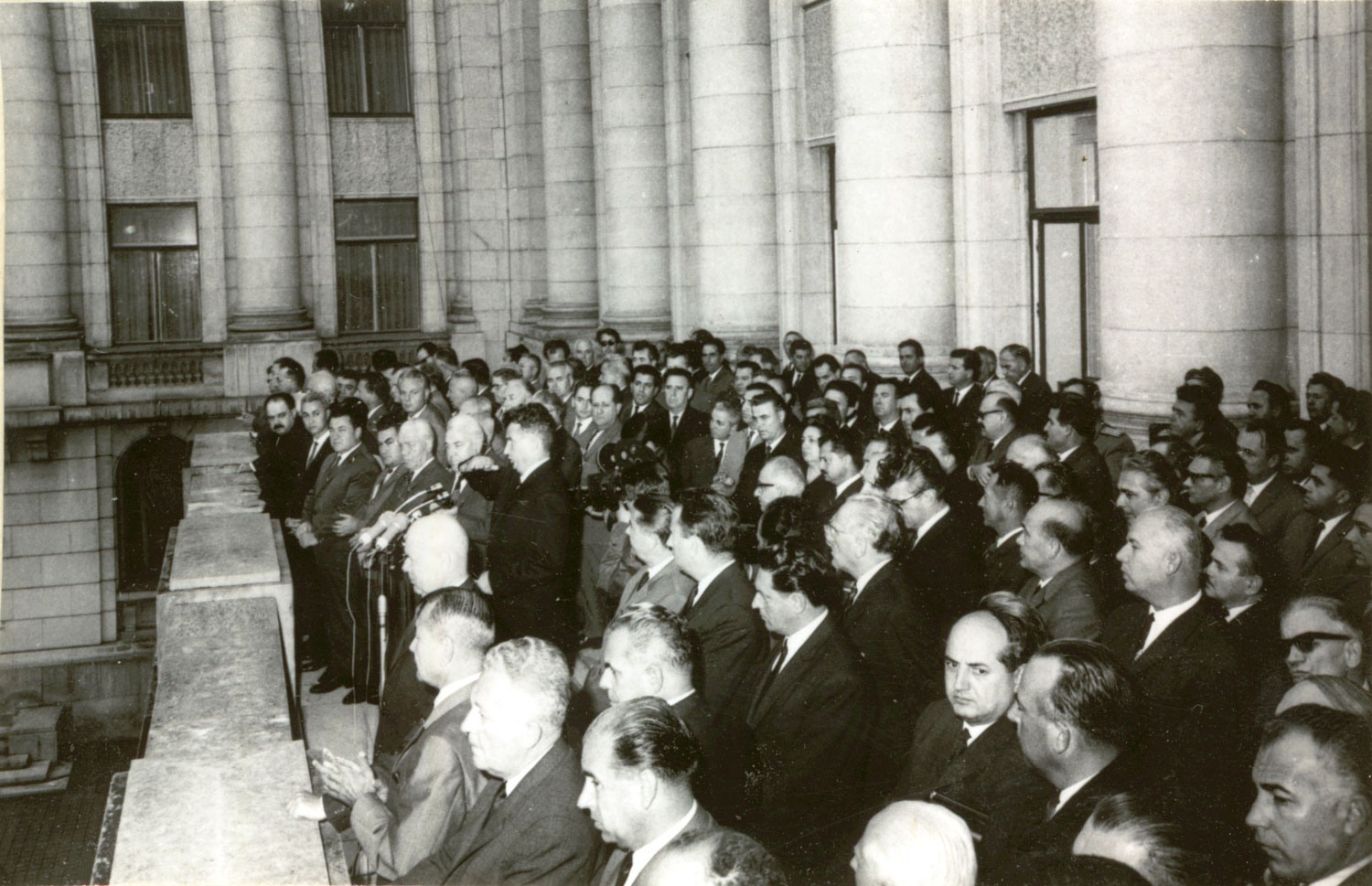
إيماءة تشاوتشيسكو أثناء إلقاء كلمته

كان خطاب تشاوتشيسكو في 21 أغسطس 1968 خطابًا علنيًا أدلى به نيكولاي تشاوتشيسكو، الأمين العام للحزب الشيوعي الروماني ورئيس مجلس الدولة الروماني، أدان فيه بشدة غزو حلف وارسو لتشيكوسلوفاكيا. في ليلة 20-21 أغسطس عام 1968، غزت خمس دول من حلف وارسو - الاتحاد السوفيتي وبلغاريا والمجر وألمانيا الشرقية وبولندا - تشيكوسلوفاكيا في محاولة لتهدئة الإيديولوجية الإصلاحية لألكسندر دوبتشيك، السكرتير الأول الحزب الشيوعي التشيكوسلوفاكي.
في 21 أغسطس، وفي ما أصبح خطابه الأكثر شهرة، شجب تشاوتشيسكو بجرأة الغزو في خطاب عام أمام 10,0000 شخص في ساحة القصر في بوخارست، وأعلن أنه كان «خطأً فادحًا ويشكل خطرًا جسيمًا على السلام في أوروبا ولآفاق الاشتراكية العالمية». كان ينظر إلى خطابه كبادرة جريئة من العصيان للاتحاد السوفيتي في الداخل والخارج. كان الخطاب جزءً من الجهود التي بذلتها النخبة الشيوعية في بوخارست بعد عام 1956 لتحرير حزبهم من موسكو.
عزز رد تشاوتشيسكو صوت رومانيا المستقل في العقدين القادمين، خاصة بعد أن شجع تشاوتشيسكو السكان على حمل السلاح من أجل مواجهة أي مناورة مماثلة في البلاد: لقد تلقى استجابة أولية متحمسة، مع استعداد كثير من الناس، الذين لم يكونوا شيوعيين بأي حال من الأحوال، للتسجيل في الحرس الوطني شبه العسكري الذي تشكل حديثًا.

## روابط خارجية
- (بالرومانية) مقتطفات من خطاب تشاوتشيسكو في عام 1968 (مع ترجمة باللغة الإنجليزية)